# ISO 3166-2:SM

Die neun Gemeinden in San Marino

Die Liste der ISO-3166-2-Codes für  San Marino enthält die Codes für die neun Gemeinden.

Die Codes bestehen aus zwei Teilen, die durch einen Bindestrich voneinander getrennt sind. Der erste Teil gibt den Landescode gemäß ISO 3166-1 (für  San Marino SM), der zweite den Code für die Gemeinde („castello“) wieder.
Die aktuellen Codes stehen auf der Seite der ISO unter #iso:code:3166:SM zur Verfügung.

| Gemeinde       | Code  |
| -------------- | ----- |
| Acquaviva      | SM-01 |
| Chiesanuova    | SM-02 |
| Domagnano      | SM-03 |
| Faetano        | SM-04 |
| Fiorentino     | SM-05 |
| Borgo Maggiore | SM-06 |
| San Marino     | SM-07 |
| Montegiardino  | SM-08 |
| Serravalle     | SM-09 |